# Federico Suárez Hurtado
Federico Suárez Hurtado (Alicante, 16 de abril de 1957) é um político espanhol.
Militante do Partido Socialista Operário Espanhol (PSOE) desde a juventude, foi eleito deputado da Assembleia da Estremadura em 1983, cargo que manteve até 2008. Foi presidente daquela assembleia entre 17 de junho de 2003 e 19 de junho de 2007. Foi senador pela Estremadura entre 1987 e 2003. No PSOE da Estremadura ocupou os cargos de vice-secretário geral e de presidente. Abandonou a política em 2008.